# Rakesh Debipersad
Rakesh Debipersad es un deportista neerlandés que compitió en taekwondo. Ganó una medalla de bronce en el Campeonato Europeo de Taekwondo de 2004, en la categoría de –58 kg.

## Palmarés internacional
| Campeonato Europeo | Campeonato Europeo    | Campeonato Europeo | Campeonato Europeo |
| Año                | Lugar                 | Medalla            | Categoría          |
| ------------------ | --------------------- | ------------------ | ------------------ |
| 2004               | Lillehammer (Noruega) | Medalla de bronce  | –58 kg             |